# Maybach Mb.IVa
Не следует путать с авиадвигателем Mercedes D.IVa того же периода, мощности, и с такой же аббревиатурой названия.
Maybach Mb.IVa (в немецких источниках Mb IVa, без точки) — немецкий поршневой 6-цилиндровый рядный авиадвигатель жидкостного охлаждения, разработанный в 1916 году компанией Maybach-Motorenbau GmbH, дочерним предприятием Luftschiffbau Zeppelin. Один из первых в мире серийных высотных двигателей. Представляет собой глубокую переработку предыдущей модели Maybach Mb.IV, а не её новую модификацию.

## История
Подобно остальным двигателям того периода, Mb IV на больших высотах терял до половины своей номинальной мощности в 240 л. с. Конструкция разработанной Карлом Майбахом в 1916 году модели Mb IVa создавалась с расчётом преодолеть это ограничение. Вместо применения нагнетателя, было использовано более простое решение: установлены цилиндры большего объёма, а степень сжатия увеличена до 6,08:1. Во время испытаний двигателя проходивших в горном районе Вендельштайн на высоте 1800 метров, он выдал 245 л. с. Теоретически, это могло означать, что на уровне моря мощность составит 300 л. с.; однако, он не был рассчитан на подобные нагрузки — по мере снижения высоты следовало снижать его мощность так, чтобы она не превышала безопасного уровня в 245 л. с. На карбюраторе также надо было выставлять один из трёх режимов, соответствующих высоте полёта.
В справочниках его мощность указывалась как 260 л. с. на уровне моря, что не соответствует действительности.

## Применение

### Первая мировая война
- Friedrichshafen G.V (построен 1)
- Gotha G.VIII (1)
- Gotha G.IX
- Gotha WD.8
- Hansa-Brandenburg W.29
- LFG Roland G.I
- Rumpler C.VII
- дирижабли Zeppelin (LZ 105 — LZ 114)[1]
- Zeppelin-Lindau Rs.III
- Zeppelin-Lindau Rs.IV
- Zeppelin-Staaken R.VI
- Zeppelin-Staaken R.XIV
- Zeppelin-Staaken R.XV

### Послевоенные
- Aero A.10

 Германия
- Albatros L 58
- Heinkel HE 1

 Япония
- Kawanishi K-7

 Югославия
- Fizir F1V-Maybach

 Швеция
- FVM S 21

## Предыдущие модели и варианты их обозначений
- Maybach AZ (1909): 140 л. с.[3]
- Maybach CX (1915): 210 л. с.[3]
- Maybach DW и IR (1914): 160 л. с.[3]
- Maybach HS (и модификация HSLu, упоминаемая также как HS-Lu) (1915): 240 л. с.[3]
- Maybach Mb III — новое обозначение Maybach IR[5]
- Maybach Mb IV — новое обозначение Maybach HS[5]

Мощность двигателей старых моделей, в отличие от Mb IV, приведена для высоты на уровне моря.